# Pleustes incarinatus
Pleustes incarinatus är en kräftdjursart som beskrevs av Gurjanova 1938. Pleustes incarinatus ingår i släktet Pleustes och familjen Pleustidae. Inga underarter finns listade i Catalogue of Life.